# Stazione di Bagnasco
La stazione di Bagnasco  è una fermata ferroviaria, posta sulla ferrovia Ceva-Ormea, al servizio del comune omonimo quale località di sosta di treni turistici.

## Storia
Bagnasco venne raggiunta dalla ferrovia nel 1889 e la fermata venne inaugurata in concomitanza all'attivazione del tronco Ceva-Priola il 15 settembre dello stesso anno. L'impianto disponeva in origine di binari d'incrocio e di uno scalo merci composto da un piano caricatore, da un magazzino, da un ampio piazzale interno e da un binario tronco di accesso. In origine tale binario era affiancato da un altro binario al servizio della banchina di carico e scarico che si addentrava nel piazzale interno.
Dal 2001 la gestione dell'intera linea, e con essa quella della stazione di Bagnasco, passò in carico a Rete Ferroviaria Italiana la quale ai fini commerciali classifica l'impianto nella categoria "Bronze".
Nel corso del primo decennio del XXI secolo la stazione fu tramutata in fermata come gli altri impianti della linea e vennero rimossi i binari di incrocio e dello scalo merci.

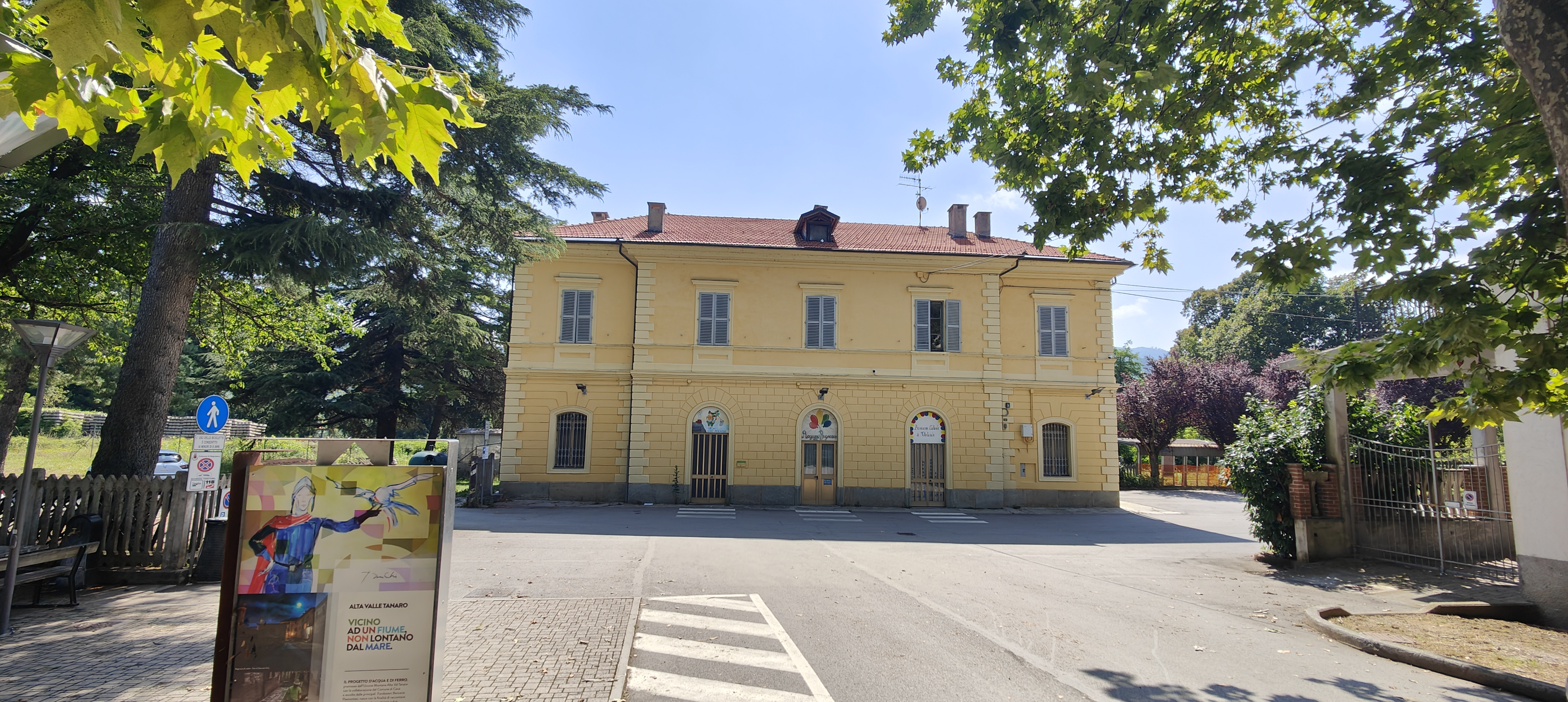
La parte frontale in piazza Felix Corte

Al 2002 la fermata risultava impresenziata insieme a tutti gli altri impianti sulla linea ad esclusione della stazione di Ceva.
L'impianto rimase senza traffico dal 17 giugno 2012 per effetto della sospensione del traffico ferroviario sulla linea.
La stazione tornò attiva nel 2016 con la riapertura della linea a scopi turistici: nell'impianto effettuano fermata i treni storici a partire dall'11 settembre.
Il 25 novembre dello stesso anno la linea è stata interrotta a causa dell'esondazione del Tanaro, che ha provocato una frana a ridosso del fiume nel tratto tra Priola e Pievetta, da cui sono ceduti 500 metri di binari. Nonostante il danno è stata svolta ugualmente l'ultima corsa turistica dell'anno con un treno a vapore, con capolinea la fermata di Bagnasco. L'anno successivo le corse sono proseguite fino a Pievetta, nell'attesa del completo ripristino della linea, previsto nel luglio 2018.

## Strutture e impianti

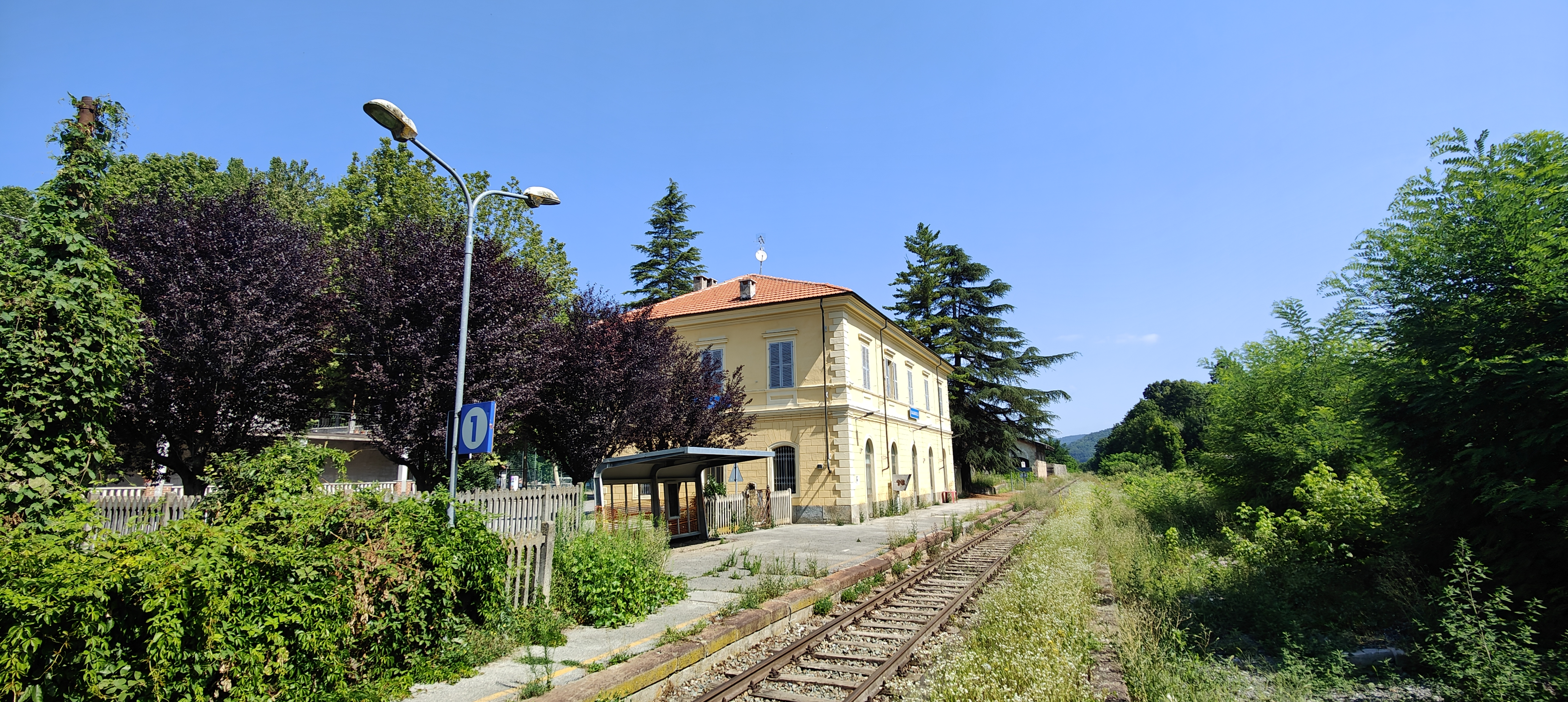
Bagnasco, vista del piano del ferro (agosto 2024)

La fermata dispone del solo binario di corsa, dotato di una banchina, provvista di pensilina in metallo, in cui sono stati installati apparati elettrici, quali la biglietteria automatica, due obliteratrici e dei pannelli informativi per i viaggiatori, per supplire la chiusura del fabbricato viaggiatori a seguito dell'impresenziamento.

## Movimento
La fermata, durante gli ultimi anni di servizio, era servita solamente da treni regionali. Il servizio era effettuato da Trenitalia, nell'ambito del contratto di servizio stipulato con la Regione Piemonte.
Dal 2016, l'impianto è servito su calendario da treni storici della Fondazione FS.